# Haiden

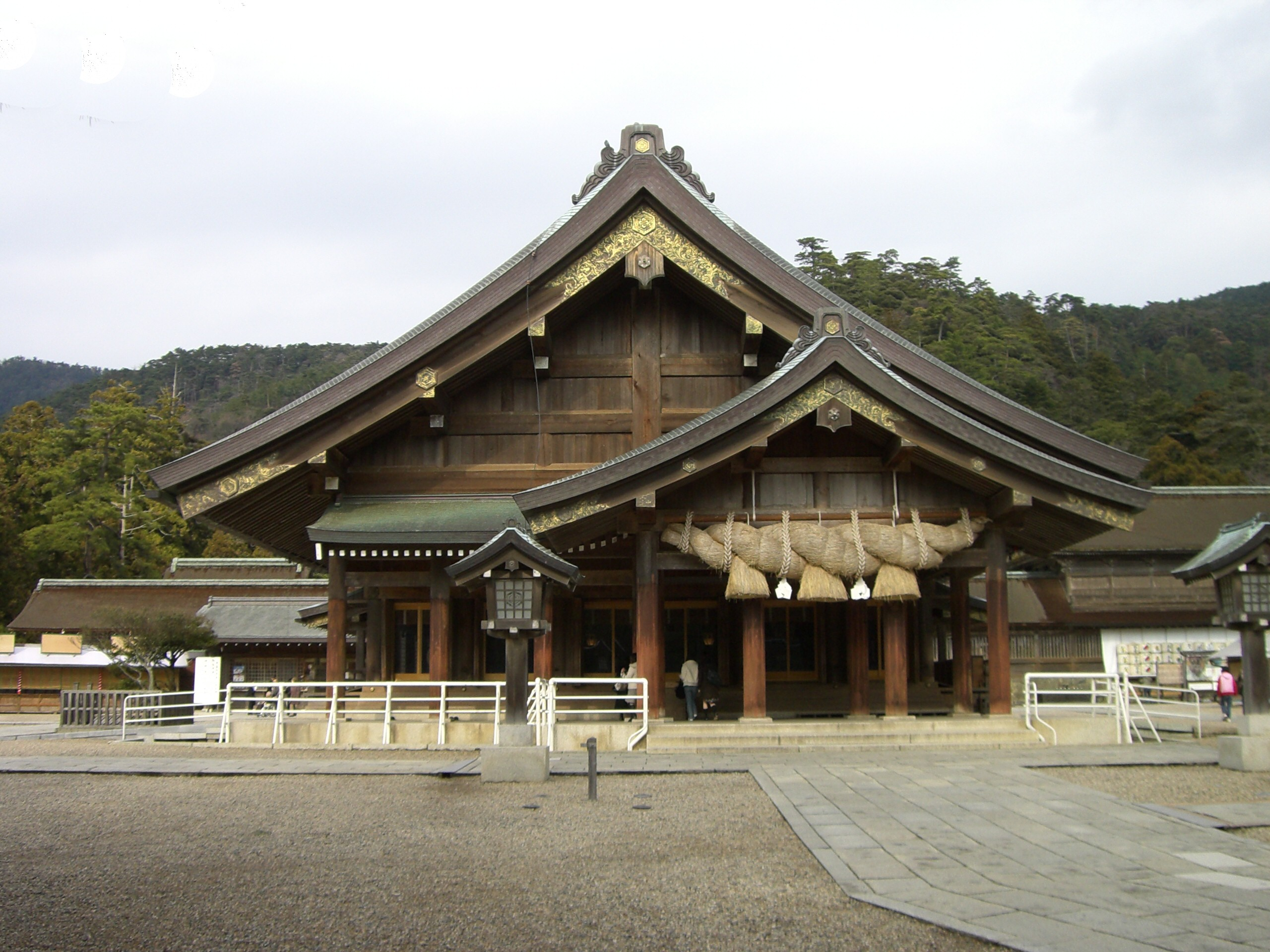
Haiden du Izumo Taisha.

Dans l'architecture des sanctuaires shinto, le haiden (拝殿) est le bâtiment consacré au culte.

## Description
Le haiden est généralement situé devant le principal bâtiment du sanctuaire, le honden, et souvent construit à une échelle supérieure à celui-ci. Alors que le honden est l'endroit consacré au kami et inaccessible aux fidèles, le haiden constitue un espace pour les cérémonies et les dévotions au kami.
Le haiden est souvent relié au honden par un heiden, ou couloir des offrandes.
Dans quelques cas, au sanctuaire Ōmiwa-jinja de Nara par exemple, le honden est absent et remplacé par un coin de terre sacrée. Dans ce cas de figure, le haiden est le plus important bâtiment du complexe.

## Pratique
Devant le haiden, les visiteurs effectuent debout une prière simplifiée (略式参拝, ryakushiki sanpai). Il existe aussi une version plus élaborée appelée seishiki sanpai (正式参拝) ou jõden sanpai (昇殿参拝) qui se déroule à l'intérieur. Dans ce cas, on doit en plus s'acquitter d'une redevance dite de la « branche-joyau » (玉串料, tamagushi ryō) : on présente aux divinités le tamagushi constitué d'une branche de sakaki (Cleyera japonica) ornée de bandelettes de papier en zigzag (shide), après avoir reçu une purification rituelle (oharai) avec une formule d’invocation (norito).